# 奧林匹克半島

奥林匹克半岛卫星图

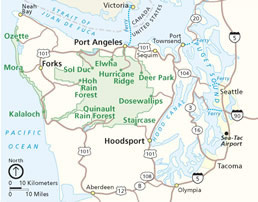
奥林匹克半岛和奧林匹克國家公園的位置

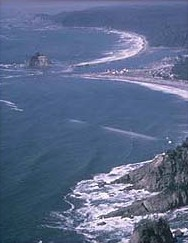
奥林匹克海岸国家海洋保护区

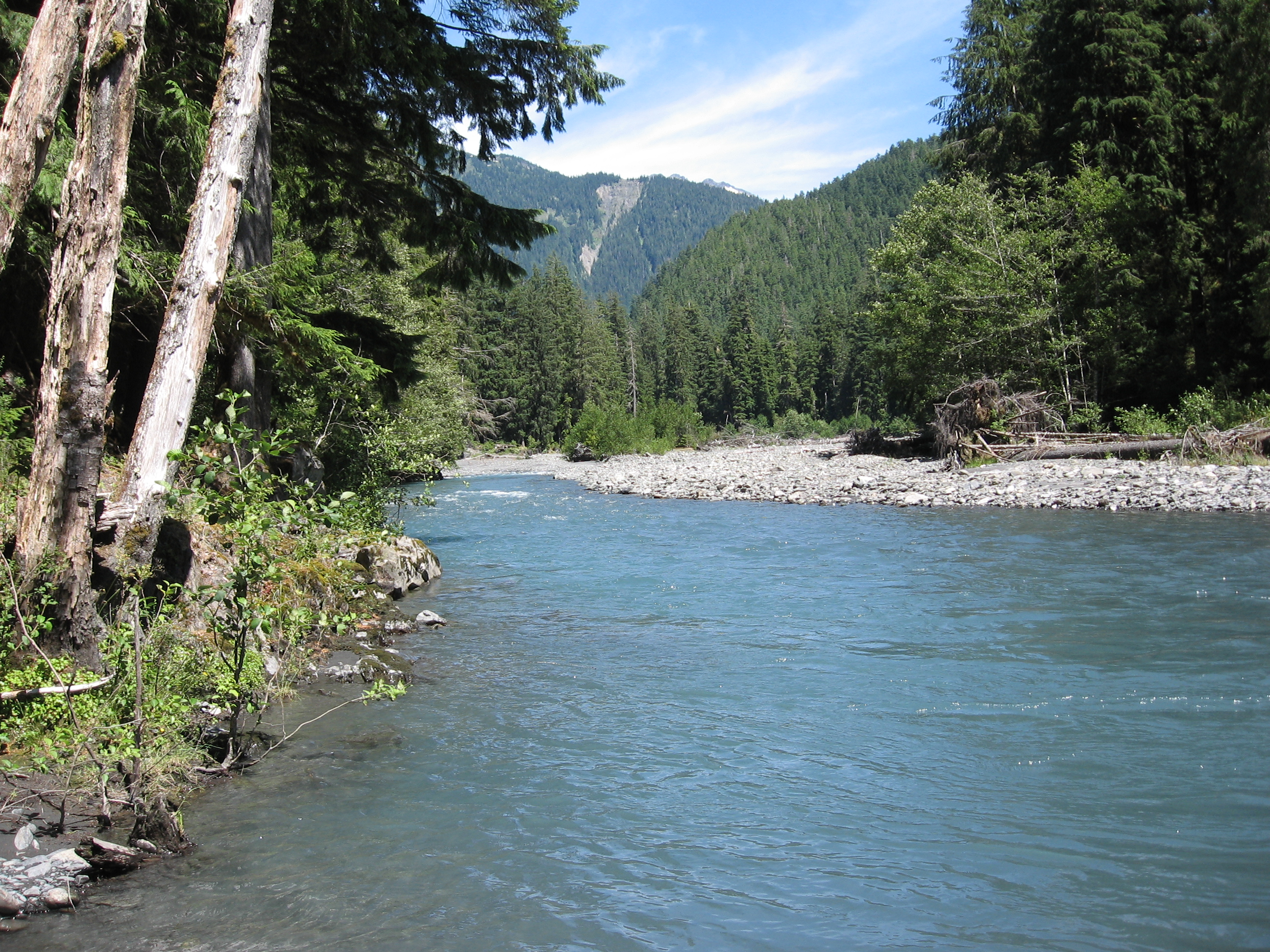
奎茨河

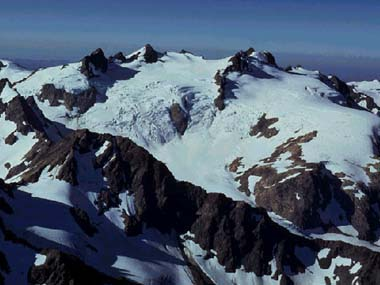
奥林匹斯山

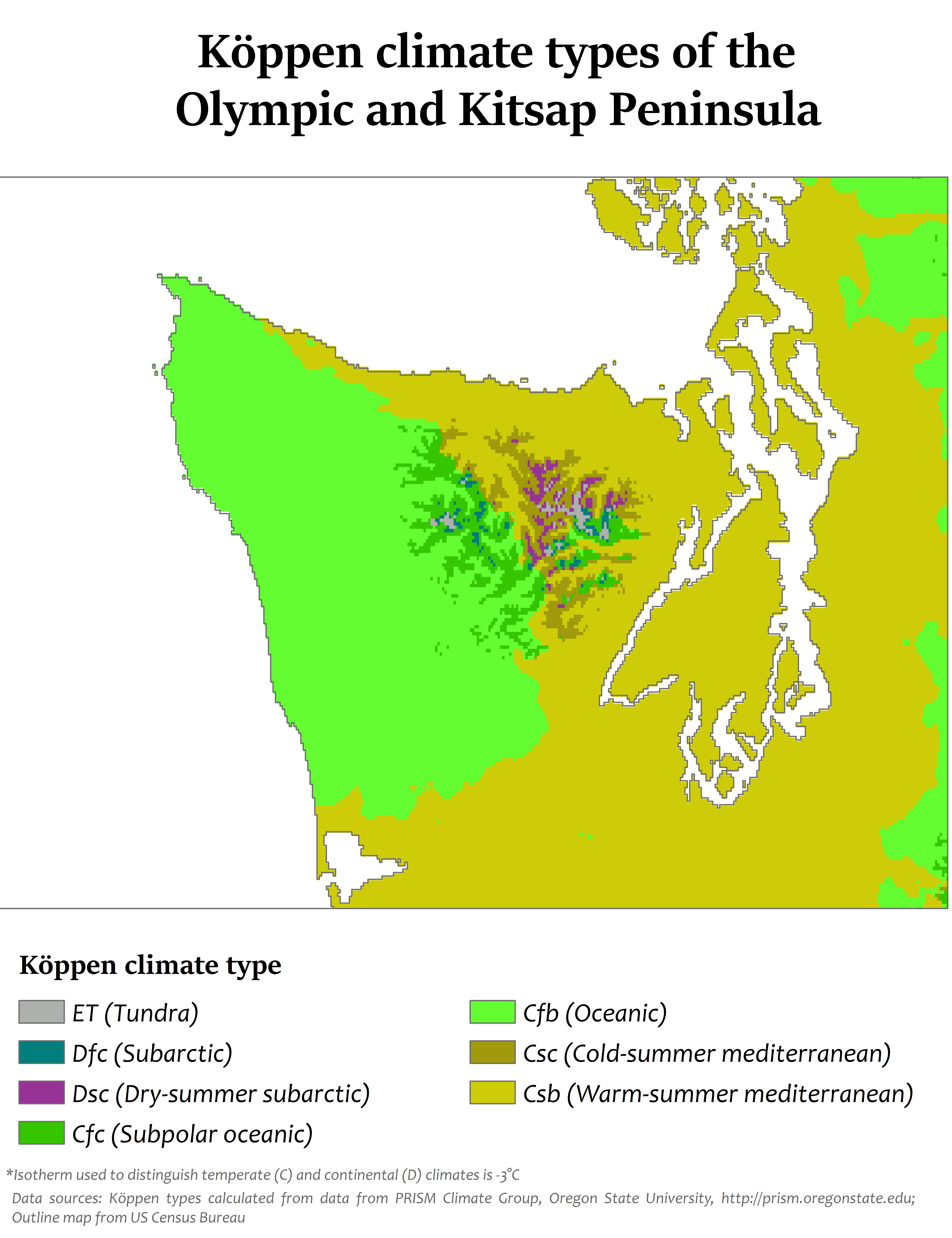
奥林匹克半岛的柯本气候类型

奧林匹克半島（Olympic Peninsula）是位於美國華盛頓州西部、太平洋沿岸的一個半島，面積達3,600平方英里（9,300平方），奧林匹克國家公園位於其上。美國本土的西極阿拉瓦角和西北極的夫拉特黎角都位於島上。半島上有大面積的溫帶雨林，以前人煙稀少，直到19世紀末才被探險者記錄在地圖上。

## 外部連接
- 维基导游上有關Olympic Peninsula的旅行指南
- Olympic National Park （页面存档备份，存于）
- University of Washington Libraries Digital Collections – The Pacific Northwest Olympic Peninsula Community Museum （页面存档备份，存于），線上博物館。
- 中的“Olympic Peninsula”

47°47′54″N 123°37′05″W / 47.79833°N 123.61806°W